# Château de Caulaincourt
Le château de Caulaincourt est un château situé à Caulaincourt, en France.

## Localisation
Le château est situé sur la commune de Caulaincourt, dans le département de l'Aisne.

## Historique
Lors du retrait des troupes allemandes le long de la ligne Hindenburg en mars 1917, le château a été entièrement détruit.
Entre 1930 et 1933, la comtesse de Moustier, descendante du marquis de Caulaincourt, confia à l’architecte russe Beloborodoff le soin de construire un nouveau château de style néo-classique.
Le château s'est transmis par alliance aux familles de Viel de Lunas d'Espeuilles puis de Moustier ; de nos jours les propriétaires sont le comte et la comtesse Louis-Amédée de Moustier.
Le monument est inscrit au titre des monuments historiques en 1992 et classé en 1998.

### Cartes postales du château avant 1914

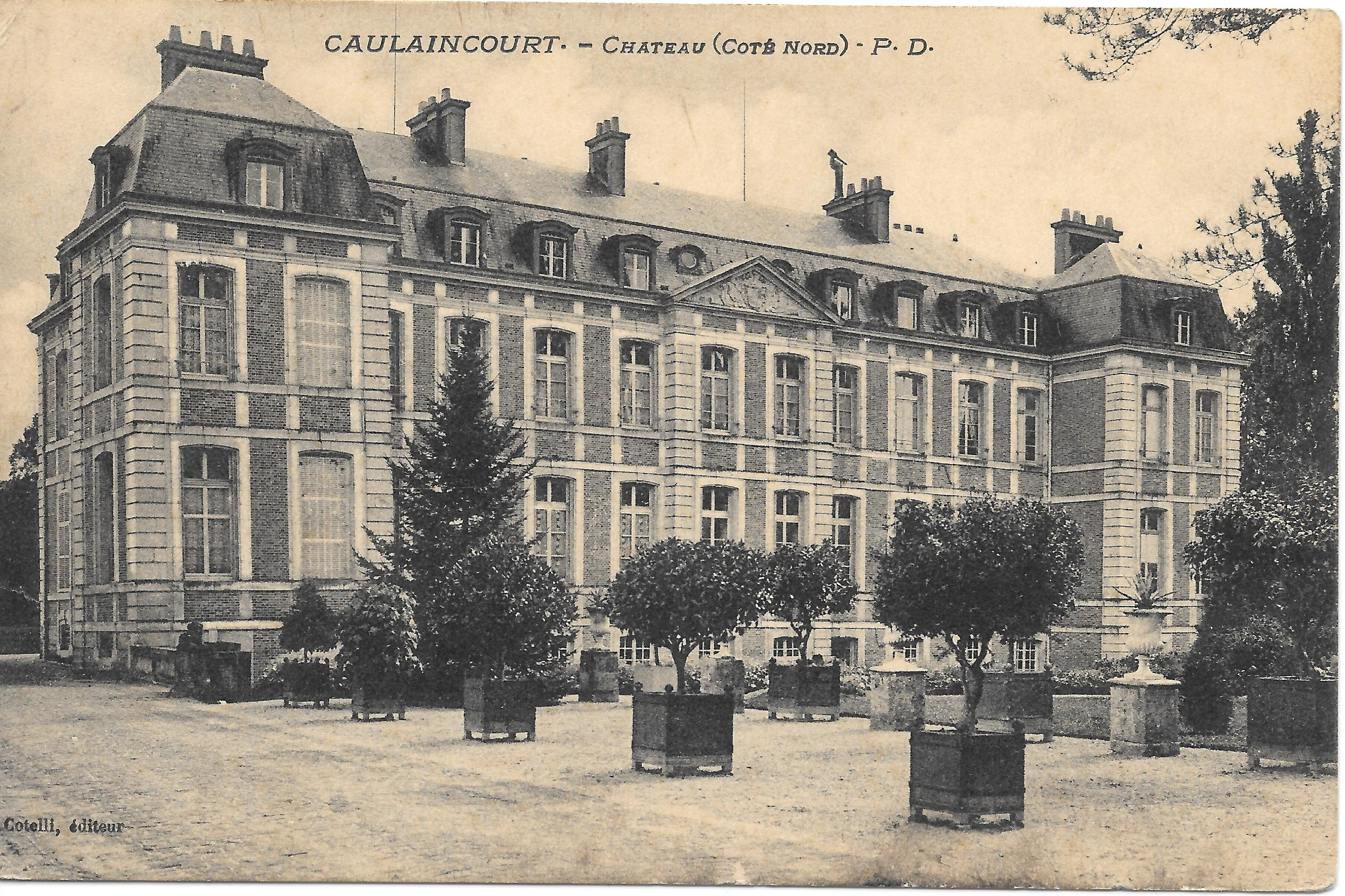
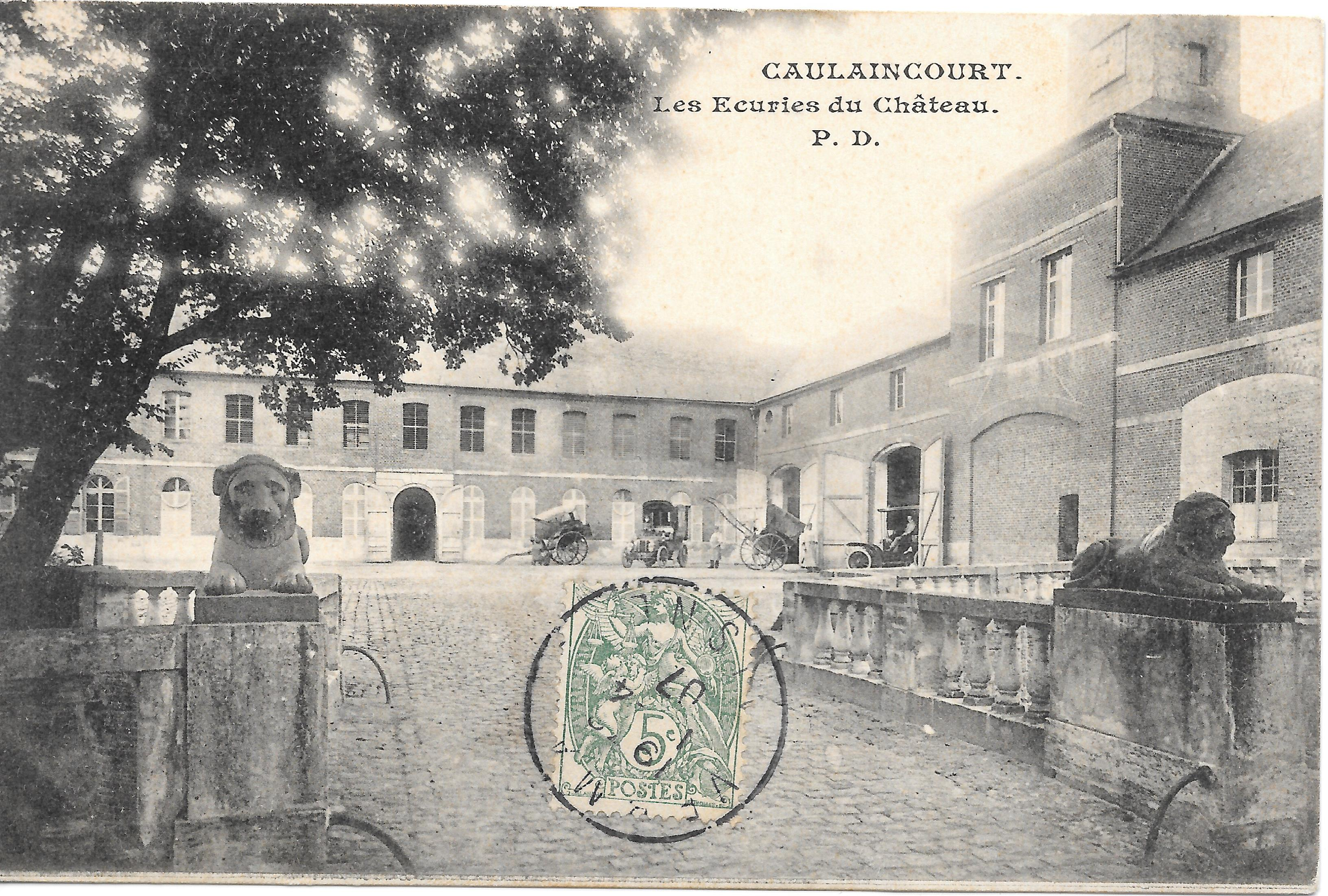
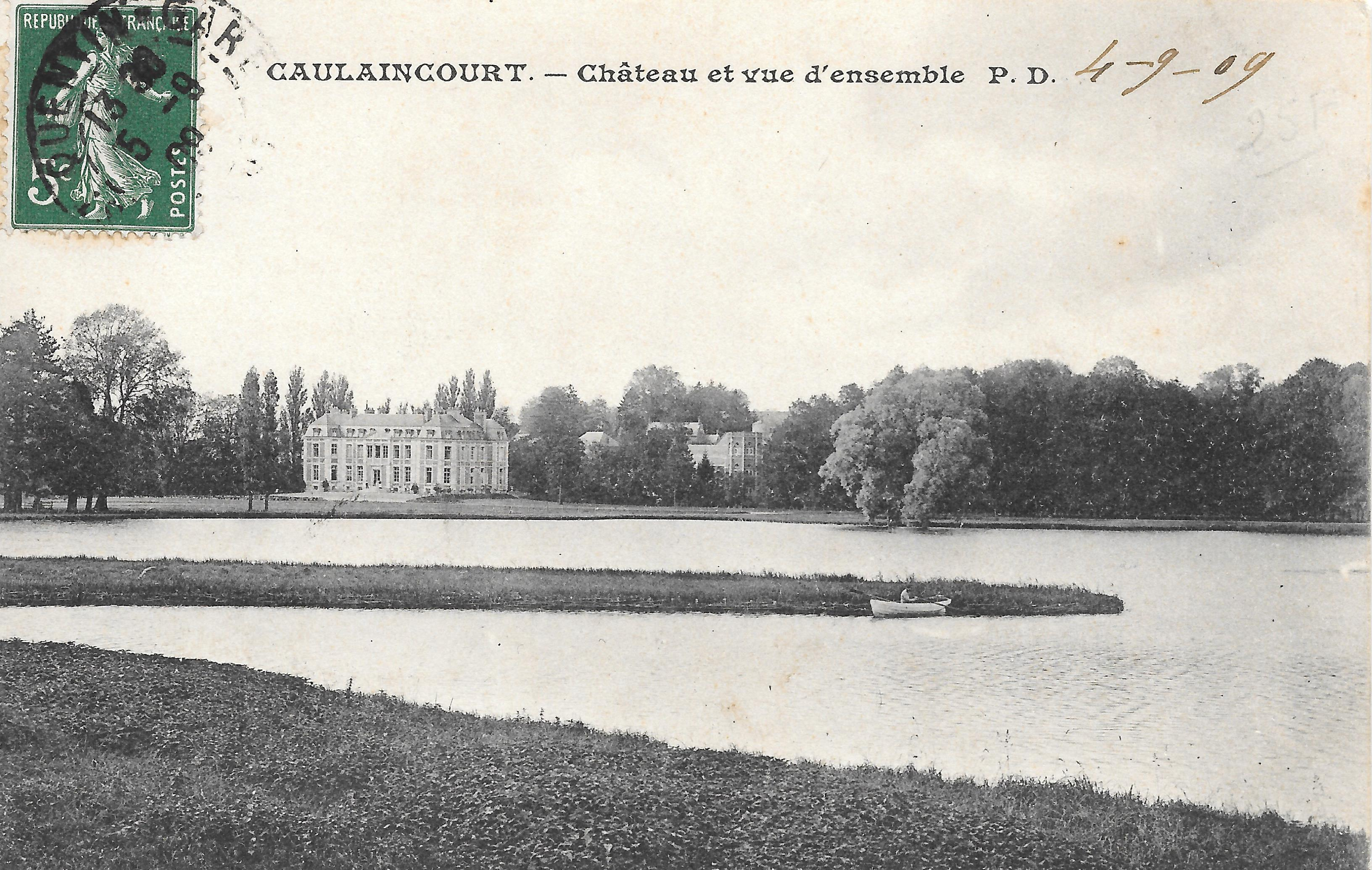
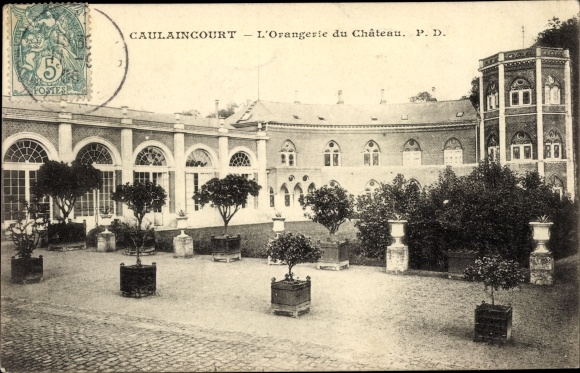